# Championnat du Danemark de football
Le championnat du Danemark de football, appelé Superliga (ou 3F Superliga pour des raisons de parrainage avec 3F-Fagligt Fælles Forbund), a été créé en 1912. Un système de division au niveau national fut introduit lors de la saison 1927/28. Auparavant, une finale nationale était organisée entre le vainqueur de la ligue de Copenhague et le vainqueur d'un tournoi provincial.

## Fonctionnement
Le championnat national du Danemark est composé de 4 divisions : la 3F Superliga (D1), la NordicBet Liga (D2), la 2.Division (D3) et la 3.Division (D4). 
Depuis la saison 2016-2017, la Superliga est composée de 14 clubs, chaque équipe rencontre deux fois les autres équipes, une fois à domicile et une fois à l'extérieur. Les six premiers disputent ensuite un mini-championnat pour le titre et les derniers un autre mini-championnat pour la relégation. 
À partir de la 2020-2021, le championnat passe à 12 équipes.
Le champion est qualifié pour les tours préliminaires de la Ligue des champions. Le deuxième, le troisième et le vainqueur de la Coupe du Danemark sont qualifiés pour les tours préliminaires de la Ligue Europa Conférence. Les 2 derniers sont relégués en division inférieure (1.Division).

## Palmarès

### Landsfodboldturneringen (1912-1927)
| Saison    | Champion             | Vice-champion   |
| --------- | -------------------- | --------------- |
| 1912-1913 | KB Copenhague        | B 1901 Nykøbing |
| 1913-1914 | KB Copenhague        | B 93 Copenhague |
| 1914-1915 | Championnat suspendu |                 |
| 1915-1916 | B 93 Copenhague      | KB Copenhague   |
| 1916-1917 | KB Copenhague        | AB Copenhague   |
| 1917-1918 | KB Copenhague        | Randers Freja   |
| 1918-1919 | AB Copenhague        | B 1901 Nykøbing |
| 1919-1920 | B 1903 Copenhague    | B 1901 Nykøbing |
| 1920-1921 | AB Copenhague        | AGF Århus       |
| 1921-1922 | KB Copenhague        | B 1901 Nykøbing |
| 1922-1923 | BK Frem Copenhague   | AGF Århus       |
| 1923-1924 | B 1903 Copenhague    | B 1901 Nykøbing |
| 1924-1925 | KB Copenhague        | AGF Århus       |
| 1925-1926 | B 1903 Copenhague    | B 1901 Nykøbing |
| 1926-1927 | B 93 Copenhague      | Skovshoved IF   |

### Danmarksturneringen (1927-1929)
| Saison    | Champion           | Vice-champion |
| --------- | ------------------ | ------------- |
| 1927-1928 | Titre non attribué |               |
| 1928-1929 | B 93 Copenhague    | KB Copenhague |

### Mesterskabsserien (1929-1940)
| Saison    | Champion           | Vice-champion      | Meilleur buteur                                              |
| --------- | ------------------ | ------------------ | ------------------------------------------------------------ |
| 1929-1930 | B 93 Copenhague    | BK Frem Copenhague |                                                              |
| 1930-1931 | BK Frem Copenhague | KB Copenhague      |                                                              |
| 1931-1932 | KB Copenhague      | AB Copenhague      |                                                              |
| 1932-1933 | BK Frem Copenhague | B 1903 Copenhague  |                                                              |
| 1933-1934 | B 93 Copenhague    | B 1903 Copenhague  |                                                              |
| 1934-1935 | B 93 Copenhague    | BK Frem Copenhague |                                                              |
| 1935-1936 | BK Frem Copenhague | AB Copenhague      |                                                              |
| 1936-1937 | AB Copenhague      | BK Frem Copenhague | Pauli Jørgensen (BK Frem Copenhague, 19 buts)                |
| 1937-1938 | B 1903 Copenhague  | BK Frem Copenhague | Knud Andersen (B 1903 Copenhague, 23 buts)                   |
| 1938-1939 | B 93 Copenhague    | KB Copenhague      | Erik Petersen (B 93 Copenhague, 27 buts)                     |
| 1939-1940 | KB Copenhague      | Fremad Amager      | Kaj Hansen (Køge BK) Frede Jensen (B 93 Copenhague, 12 buts) |

### Krigsturneringerne (1940-1945)
| Saison    | Champion           | Vice-champion |
| --------- | ------------------ | ------------- |
| 1940-1941 | BK Frem Copenhague | Fremad Amager |
| 1941-1942 | B 93 Copenhague    | AB Copenhague |
| 1942-1943 | AB Copenhague      | KB Copenhague |
| 1943-1944 | BK Frem Copenhague | AB Copenhague |
| 1944-1945 | AB Copenhague      | AGF Århus     |

### 1.division (1946-1990)
| Saison    | Champion          | Vice-champion      | Meilleur buteur                                                                                             |
| --------- | ----------------- | ------------------ | --- |
| 1945-1946 | B 93 Copenhague   | KB Copenhague      | Jørgen Leschly Sørensen (B 93 Copenhague, 16 buts)                                                          |
| 1946-1947 | AB Copenhague     | KB Copenhague      | Helge Bronée (Østerbros BK, 21 buts)                                                                        |
| 1947-1948 | KB Copenhague     | BK Frem Copenhague | John Hansen (BK Frem Copenhague, 20 buts)                                                                   |
| 1948-1949 | KB Copenhague     | AB Copenhague      | Jørgen Leschly Sørensen (OB Odense, 16 buts)                                                                |
| 1949-1950 | KB Copenhague     | AB Copenhague      | James Rønvang (AB Copenhague, 15 buts)                                                                      |
| 1950-1951 | AB Copenhague     | OB Odense          | James Rønvang (AB Copenhague) Henning Bjerregaard (B 93 Copenhague) Jens Peter Hansen (Esbjerg fB, 11 buts) |
| 1951-1952 | AB Copenhague     | Køge BK            | Valdemar Kendzior (Skovshoved IF) Poul Erik Petersen (Køge BK, 13 buts)                                     |
| 1952-1953 | KB Copenhague     | Skovshoved IF      | Valdemar Kendzior (Skovshoved IF, 17 buts)                                                                  |
| 1953-1954 | Køge BK           | KB Copenhague      | Jens-Carl Kristensen (AB Copenhague, 12 buts)                                                               |
| 1954-1955 | AGF Århus         | AB Copenhague      | Henning Gronemann (BK Frem Copenhague, 17 buts)                                                             |
| 1955-1956 | AGF Århus         | Esbjerg fB         | Gunnar Kjeldberg (AGF Århus, 18 buts)                                                                       |
| 1956-1957 | AGF Århus         | AB Copenhague      | Søren Andersen (BK Frem Copenhague, 27 buts)                                                                |
| 1958      | Vejle BK          | BK Frem Copenhague | Henning Enoksen (Vejle BK, 27 buts)                                                                         |
| 1959      | B 1909 Odense     | KB Copenhague      | Per Jensen (KB Copenhague, 20 buts)                                                                         |
| 1960      | AGF Århus         | KB Copenhague      | Harald Nielsen (Frederikshavn fI, 19 buts)                                                                  |
| 1961      | Esbjerg fB        | KB Copenhague      | Jørgen Ravn (KB Copenhague, 26 buts)                                                                        |
| 1962      | Esbjerg fB        | B 1913 Odense      | Henning Enoksen (AGF Århus) Carl Emil Christiansen (Esbjerg fB, 24 buts)                                    |
| 1963      | Esbjerg fB        | B 1913 Odense      | Mogens Haastrup (B 1909 Odense, 21 buts)                                                                    |
| 1964      | B 1909 Odense     | AGF Århus          | Jørgen Ravn (KB Copenhague, 21 buts)                                                                        |
| 1965      | Esbjerg fB        | Vejle BK           | Per Petersen (B 1903 Copenhague, 18 buts)                                                                   |
| 1966      | Hvidovre IF       | BK Frem Copenhague | Henning Enoksen (AGF Århus, 16 buts)                                                                        |
| 1967      | AB Copenhague     | BK Frem Copenhague | Leif Nielsen (BK Frem Copenhague, 15 buts)                                                                  |
| 1968      | KB Copenhague     | Esbjerg fB         | Niels-Christian Holmstrøm (KB Copenhague, 23 buts)                                                          |
| 1969      | B 1903 Copenhague | KB Copenhague      | Steen Rømer Larsen (B 1903 Copenhague, 15 buts)                                                             |
| 1970      | B 1903 Copenhague | AB Copenhague      | Ole Forsing (B 1903 Copenhague, 18 buts)                                                                    |
| 1971      | Vejle BK          | Hvidovre IF        | Uffe Brage (KB Copenhague) John Nielsen (B 1901 Nykøbing Falster, 19 buts)                                  |
| 1972      | Vejle BK          | B 1903 Copenhague  | Karsten Lund (Vejle BK) John Nielsen (B 1901 Nykøbing Falster, 16 buts)                                     |
| 1973      | Hvidovre IF       | Randers Freja      | Hans Aabech (Hvidovre IF, 28 buts)                                                                          |
| 1974      | KB Copenhague     | Vejle BK           | Niels-Christian Holmstrøm (KB Copenhague, 24 buts)                                                          |
| 1975      | Køge BK           | Holbæk B&I         | Bjarne Petersen (KB Copenhague, 25 buts)                                                                    |
| 1976      | B 1903 Copenhague | BK Frem Copenhague | Mogens Jespersen (AaB Ålborg, 22 buts)                                                                      |
| 1977      | OB Odense         | B 1903 Copenhague  | Allan Hansen (OB Odense, 23 buts)                                                                           |
| 1978      | Vejle BK          | Esbjerg fB         | John Eriksen (OB Odense, 22 buts)                                                                           |
| 1979      | Esbjerg fB        | KB Copenhague      | John Eriksen (OB Odense, 20 buts)                                                                           |
| 1980      | KB Copenhague     | Næstved IF         | Hans Aabech (KB Copenhague, 19 buts)                                                                        |
| 1981      | Hvidovre IF       | Lyngby BK          | Allan Hansen (OB Odense, 28 buts)                                                                           |
| 1982      | OB Odense         | AGF Århus          | Ib Jacquet (Vejle BK, 20 buts)                                                                              |
| 1983      | Lyngby BK         | OB Odense          | Vilhelm Munk Nielsen (OB Odense, 20 buts)                                                                   |
| 1984      | Vejle BK          | AGF Århus          | Steen Thychosen (Vejle BK, 24 buts)                                                                         |
| 1985      | Brøndby IF        | Lyngby BK          | Lars Bastrup (Ikast FS, 20 buts)                                                                            |
| 1986      | AGF Århus         | Brøndby IF         | Claus Nielsen (Brøndby IF, 16 buts)                                                                         |
| 1987      | Brøndby IF        | Ikast FS           | Claus Nielsen (Brøndby IF, 20 buts)                                                                         |
| 1988      | Brøndby IF        | Næstved IF         | Bent Christensen (Brøndby IF, 21 buts)                                                                      |
| 1989      | OB Odense         | Brøndby IF         | Miklos Molnar (BK Frem Copenhague) Flemming Christensen (Lyngby BK) Lars Jakobsen (OB Odense, 14 buts)      |
| 1990      | Brøndby IF        | B 1903 Copenhague  | Bent Christensen (Brøndby IF, 17 buts)                                                                      |

### Superliga (1991-présent)
| Saison    | Champion        | Vice-champion     | Meilleur buteur |
| --------- | --------------- | ----------------- | --- |
| 1991      | Brøndby IF      | Lyngby BK         | Bent Christensen (Brøndby IF, 11 buts)                                                                               |
| 1991-1992 | Lyngby BK       | B 1903 Copenhague | Peter Møller (AaB Ålborg, 17 buts)                                                                                   |
| 1992-1993 | FC Copenhague   | OB Odense         | Peter Møller (AaB Ålborg, 22 buts)                                                                                   |
| 1993-1994 | Silkeborg IF    | FC Copenhague     | Søren Frederiksen (Silkeborg IF, 18 buts)                                                                            |
| 1994-1995 | AaB Ålborg      | Brøndby IF        | Erik Bo Andersen (AaB Ålborg, 24 buts)                                                                               |
| 1995-1996 | Brøndby IF      | AGF Århus         | Thomas Thorninger (AGF Århus, 20 buts)                                                                               |
| 1996-1997 | Brøndby IF      | Vejle BK          | Miklos Molnar (Lyngby BK, 26 buts)                                                                                   |
| 1997-1998 | Brøndby IF      | Silkeborg IF      | Ebbe Sand (Brøndby IF, 28 buts)                                                                                      |
| 1998-1999 | AaB Ålborg      | Brøndby IF        | Heine Fernandez (Viborg FF, 23 buts)                                                                                 |
| 1999-2000 | Herfølge BK     | Brøndby IF        | Peter Lassen (Silkeborg IF, 16 buts)                                                                                 |
| 2000-2001 | FC Copenhague   | Brøndby IF        | Peter Graulund (Brøndby IF, 21 buts)                                                                                 |
| 2001-2002 | Brøndby IF      | FC Copenhague     | Peter Madsen (Brøndby IF) Kaspar Dalgas (OB Odense, 22 buts)                                                         |
| 2002-2003 | FC Copenhague   | Brøndby IF        | Søren Frederiksen (Viborg FF) Jan Kristiansen (Esbjerg fB, 18 buts)                                                  |
| 2003-2004 | FC Copenhague   | Brøndby IF        | Steffen Højer (OB Odense) Mwape Miti (OB Odense) Mohamed Zidan (FC Midtjylland) Tommy Bechmann (Esbjerg fB, 19 buts) |
| 2004-2005 | Brøndby IF      | FC Copenhague     | Steffen Højer (OB Odense, 20 buts)                                                                                   |
| 2005-2006 | FC Copenhague   | Brøndby IF        | Steffen Højer (Viborg FF, 16 buts)                                                                                   |
| 2006-2007 | FC Copenhague   | FC Midtjylland    | Rade Prica (AaB Ålborg, 19 buts)                                                                                     |
| 2007-2008 | AaB Ålborg      | FC Midtjylland    | Jeppe Curth (AaB Ålborg, 17 buts)                                                                                    |
| 2008-2009 | FC Copenhague   | OB Odense         | Morten Nordstrand (FC Copenhague) Marc Nygaard (Randers FC, 16 buts)                                                 |
| 2009-2010 | FC Copenhague   | OB Odense         | Peter Utaka (OB Odense, 18 buts)                                                                                     |
| 2010-2011 | FC Copenhague   | OB Odense         | Dame N'Doye (FC Copenhague, 26 buts)                                                                                 |
| 2011-2012 | FC Nordsjælland | FC Copenhague     | Dame N'Doye (FC Copenhague, 18 buts)                                                                                 |
| 2012-2013 | FC Copenhague   | FC Nordsjælland   | Andreas Cornelius (FC Copenhague, 18 buts)                                                                           |
| 2013-2014 | AaB Ålborg      | FC Copenhague     | Thomas Dalgaard (Viborg, 18 buts)                                                                                    |
| 2014-2015 | FC Midtjylland  | FC Copenhague     | Martin Pušić (Esbjerg fB/FC Midtjylland, 17 buts)                                                                    |
| 2015-2016 | FC Copenhague   | SønderjyskE       | Lukas Spalvis (AaB Ålborg, 18 buts)                                                                                  |
| 2016-2017 | FC Copenhague   | Brøndby IF        | Marcus Ingvartsen (FC Nordsjælland, 23 buts)                                                                         |
| 2017-2018 | FC Midtjylland  | Brøndby IF        | Pål Alexander Kirkevold (Hobro IK, 22 buts)                                                                          |
| 2018-2019 | FC Copenhague   | FC Midtjylland    | Robert Skov (FC Copenhague, 29 buts)                                                                                 |
| 2019-2020 | FC Midtjylland  | FC Copenhague     | Ronnie Schwartz (Silkeborg IF/FC Midtjylland, 18 buts)                                                               |
| 2020-2021 | Brøndby IF      | FC Midtjylland    | Mikael Uhre (Brøndby IF, 19 buts)                                                                                    |
| 2021-2022 | FC Copenhague   | FC Midtjylland    | Nicklas Helenius (Silkeborg IF, 17 buts)                                                                             |
| 2022-2023 | FC Copenhague   | FC Nordsjælland   | Gustav Isaksen (FC Midtjylland, 18 buts)                                                                             |
| 2023-2024 | FC Midtjylland  | Brøndby IF        | German Onugkha (en) (Vejle BK, 15 buts)                                                                              |
| 2024-2025 | FC Copenhague   | FC Midtjylland    | Patrick Mortensen (AGF Aarhus, 20 buts)                                                                              |

## Bilan
| Club               | Champion | Dauphin | Années |
| ------------------ | -------- | ------- | --- |
| FC Copenhague      | 16       | 6       | 1992-93, 2000-01, 2002-03, 2003-04, 2005-06, 2006-07, 2008-09, 2009-10, 2010-11, 2012-13, 2015-16, 2016-17, 2018-19, 2021-22, 2022-23, 2024-25 |
| KB Copenhague      | 15       | 14      | 1912-13, 1913-14, 1916-17, 1917-18, 1921-22, 1924-25, 1931-32, 1939-40, 1947-48, 1948-49, 1949-50, 1952-53, 1968, 1974, 1980                   |
| Brøndby IF         | 11       | 12      | 1985, 1987, 1988, 1990, 1991, 1995-96, 1996-97, 1997-98, 2001-02, 2004-05, 2020-21                                                             |
| AB Copenhague      | 9        | 10      | 1918-19, 1920-21, 1936-37, 1942-43, 1944-45, 1946-47, 1950-51, 1951-52, 1967                                                                   |
| B 93 Copenhague    | 9        | 2       | 1915-16, 1926-27, 1928-29, 1929-30, 1933-34, 1934-35, 1938-39, 1941-42, 1945-46                                                                |
| B 1903 Copenhague  | 7        | 4       | 1919-20, 1923-24, 1925-26, 1937-38, 1969, 1970, 1976                                                                                           |
| BK Frem Copenhague | 6        | 9       | 1922-23, 1930-31, 1932-33, 1935-36, 1940-41, 1943-44                                                                                           |
| AGF Århus          | 5        | 8       | 1954-55, 1955-56, 1956-57, 1960, 1986 |
| Vejle BK           | 5        | 3       | 1958, 1971, 1972, 1978, 1984 |
| Esbjerg fB         | 5        | 3       | 1961, 1962, 1963, 1965, 1979 |
| FC Midtjylland     | 4        | 6       | 2014-15, 2017-18, 2019-20, 2023-24 |
| AaB Ålborg         | 4        | 0       | 1994-95, 1998-99, 2007-08, 2013-14 |
| OB Odense          | 3        | 6       | 1977, 1982, 1989 |
| Hvidovre IF        | 3        | 1       | 1966, 1973, 1981 |
| Lyngby BK          | 2        | 3       | 1983, 1991-92 |
| Køge BK            | 2        | 1       | 1953-54, 1975 |
| B 1909 Odense      | 2        | 0       | 1959, 1964 |
| FC Nordsjælland    | 1        | 2       | 2011-12 |
| Silkeborg IF       | 1        | 1       | 1993-94 |
| Herfølge BK        | 1        | 0       | 1999-00 |

## Statistiques

### Joueurs les plus capés
| Joueurs               | Matches |
| --------------------- | ------- |
| Rasmus Würtz          | 452     |
| Hans Henrik Andreasen | 397     |
| Per Nielsen           | 394     |
| Jakob Poulsen         | 390     |
| Jimmy Nielsen         | 375     |
| Michael Hansen        | 371     |
| Mogens Krogh          | 371     |
| Nicolai Stokholm      | 370     |
| Arek Onyszko          | 362     |
| Johan Absalonsen      | 358     |

### Meilleurs buteurs
| Joueurs           | Buts |
| ----------------- | ---- |
| Morten Rasmussen  | 145  |
| Søren Frederiksen | 139  |
| Peter Møller      | 135  |
| Heine Fernandez   | 126  |
| Steffen Højer     | 124  |
| Frank Kristensen  | 109  |
| Peter Graulund    | 107  |
| Søren Andersen    | 101  |
| Dame N'Doye       | 90   |
| Kamil Wilczek     | 83   |
| Thomas Thorninger | 81   |

## Compétitions européennes

### Classement du championnat
Le tableau ci-dessous récapitule le classement du Danemark au coefficient UEFA depuis 1960. Ce coefficient par nation est utilisé pour attribuer à chaque pays un nombre de places pour les compétitions européennes ainsi que les tours auxquels les clubs doivent entrer dans la compétition.
| 1960 | 1961 | 1962 | 1963 | 1964 | 1965 | 1966 | 1967 | 1968 | 1969 | 1970 | 1971 | 1972 | 1973 | 1974 | 1975 | 1976 | 1977 | 1978 | 1979 | 1980 | 1981 | 1982 | 1983 | 1984 | 1985 | 1986 | 1987 | 1988 | 1989 | 1990 | 1991 | 1992 |
| ---- | ---- | ---- | ---- | ---- | ---- | ---- | ---- | ---- | ---- | ---- | ---- | ---- | ---- | ---- | ---- | ---- | ---- | ---- | ---- | ---- | ---- | ---- | ---- | ---- | ---- | ---- | ---- | ---- | ---- | ---- | ---- | ---- |
| 19   | 17   | 17   | 18   | 19   | 19   | 24   | 26   | 27   | 26   | 25   | 24   | 22   | 22   | 24   | 24   | 24   | 26   | 24   | 24   | 23   | 23   | 19   | 21   | 23   | 23   | 24   | 25   | 24   | 19   | 19   | 15   | 15   |
| 1993 | 1994 | 1995 | 1996 | 1997 | 1998 | 1999 | 2000 | 2001 | 2002 | 2003 | 2004 | 2005 | 2006 | 2007 | 2008 | 2009 | 2010 | 2011 | 2012 | 2013 | 2014 | 2015 | 2016 | 2017 | 2018 | 2019 | 2020 | 2021 | 2022 | 2023 | 2024 | 2025 |
| 16   | 15   | 13   | 12   | 13   | 15   | 12   | 18   | 21   | 21   | 24   | 22   | 23   | 23   | 21   | 19   | 16   | 15   | 12   | 13   | 15   | 19   | 22   | 24   | 18   | 17   | 16   | 13   | 14   | 18   | 17   | 16   | 16   |

Le tableau suivant affiche le coefficient actuel du championnat danois.
| Rang | Pays     | 2020-2021 | 2021-2022 | 2022-2023 | 2023-2024 | 2024-2025 | Coefficient |
| ---- | -------- | --------- | --------- | --------- | --------- | --------- | ----------- |
| 14   | Écosse   | 8,500     | 7,900     | 3,500     | 6,400     | 9,250     | 35,550      |
| 15   | Pologne  | 4,000     | 4,625     | 7,750     | 6,875     | 11,750    | 35,000      |
| 16   | Danemark | 4,125     | 7,800     | 5,900     | 8,500     | 7,656     | 33,981      |
| 17   | Suisse   | 5,125     | 7,750     | 8,500     | 5,200     | 7,050     | 33,625      |
| 18   | Israël   | 7,000     | 6,750     | 6,250     | 8,750     | 2,875     | 31,625      |

### Coefficient UEFA des clubs
| Rang | Club            | 2020-2021 | 2021-2022 | 2022-2023 | 2023-2024 | 2024-2025 | Coefficient |
| ---- | --------------- | --------- | --------- | --------- | --------- | --------- | ----------- |
| 49   | FC Copenhague   | 2,500     | 13,000    | 7,000     | 15,000    | 7,375     | 44,875      |
| 67   | FC Midtjylland  | 6,000     | 7,000     | 8,000     | 2,500     | 8,250     | 32,750      |
| 215  | Brøndby IF      | -         | 3,000     | 2,000     | -         | 2,000     | 7,000       |
| 221  | FC Nordsjælland | -         | -         | -         | 7,000     | -         | 7,000       |
| 225  | Randers FC      | -         | 7,000     | -         | -         | -         | 7,000       |